# Flandre
|  | Per a altres significats, vegeu «Flandes». |

Flandre fou el nom d'un vaixell mercant francès, construït el 1914 a les drassanes de Chantiers de l'Atlantique, a Saint-Nazaire, per la naviliera Compagnie Générale Transatlantique.
Desplaçava 8.503 tones i salpà del port de Saint-Nazaire al començament de maig de 1939, transportant 312 refugiats de la Guerra Civil espanyola amb destinació al port mexicà de Veracruz. Fou noliejat pel Servicio de Evacuación de los Refugiados Españoles (SERE). Arribà a Mèxic el primer de juny de 1939, després de gairebé un més de travessia. Els seus passatgers foren els primers refugiats a posar el peu a terres asteques. Entre ells es trobava el cèlebre director i productor de cinema gallec Carlos Velo.
Fou el primer vaixell a transportar refugiats a Amèrica. Després seguiren el De Grasse, el Méxique, l'Ipanema, el Sinaia i el Nyassa.
El Flandre fou minat i enfonsat a l'estuari de la Gironda el 1940.